# Dysaethria rubrililacina
Dysaethria rubrililacina är en fjärilsart som beskrevs av Holloway 1998. Dysaethria rubrililacina ingår i släktet Dysaethria och familjen Uraniidae. Inga underarter finns listade i Catalogue of Life.